# 宗座促進基督信徒合一委員會

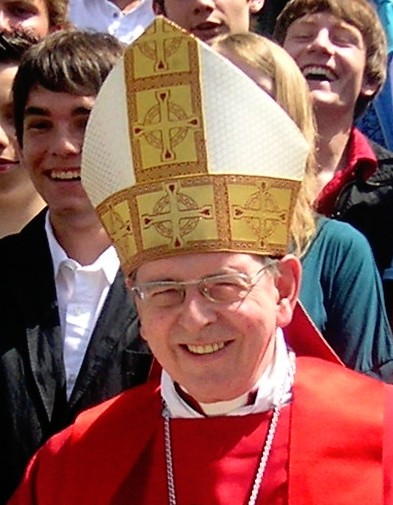
龚拉·科赫，現任宗座促進基督信徒合一委員會主席

促進基督信徒合一部（拉丁語：Dicasterium ad Unitatem Christianorum Fovendam），前身為宗座促進基督信徒合一委員會（拉丁語：Pontificium Consilium ad Unitatem Christianorum Fovendam），也常譯作宗座基督徒合一促進委員會，是天主教羅馬教廷用來管理教會合一相關事宜的部門。現任理事會主席為庫爾特·科赫樞機。

## 歷史
1960年6月5日，教宗若望二十三世為了第二次梵蒂岡大公會議而成立了促進基督信徒合一秘書處（拉丁語：Secretariatus ad Christianorum Unitatem Fovendam），首任主任為奧斯定·貝亞樞機，
之後若望保祿二世於1988年6月30日改為委員會。
http://www.christianunity.va/content/unitacristiani/en.html（页面存档备份，存于）